# Янко Иванов
Янко Георгиев Иванов е български революционер, деец на Вътрешната македоно-одринска революционна организация.

## Биография
Роден е в 1876 година в лозенградското село Едига, тогава в Османската империя. Присъединява се към ВМОРО във 1902 година. Участва в Илинденско-Преображенското въстание от лятото на 1903 година и след него емигрира в България. След амнистията в 1904 година се връща в Едига и отново се заема с революционна дейност. Предаден е от гърците шпиони Хараламби Василев и Михаил Ангелиди, арестуван и осъден на 5 години затвор. Лежи в Одринския затвор до Младотурската революция от лятото на 1908 година. През Междусъюзническата война от 1913 година е прогонен от Едига и се заселва в Аксаково, Варненско.
На 22 март 1943 година, като жител на Аксаково, подава молба за българска народна пенсия. Молбата е одобрена и пенсията е отпусната от Министерския съвет на Царство България.